# アンドロマケ (エウリピデス)
『アンドロマケ』（アンドロマケー、希: Ἀνδρομάχη, Andromakhē、羅: Andromache）は、古代ギリシアのエウリピデスによるギリシア悲劇の1つ。
トロイア戦争終結後、トロイア王子ヘクトール妻だったアンドロマケを妾としたアキレウスの子ネオプトレモス、その後の妻であるスパルタ王メネラーオスの娘ヘルミオネー等の愛憎が交錯した物語が、テッタリア地方プティーアーのネオプトレモスの館前を舞台に描かれる。
上演された記録はない。紀元前425年頃の作品と推定される。

## 日本語訳
- 『世界古典文学全集9　エウリピデス』 松平千秋訳、筑摩書房、1965年
  - 文庫版『ギリシア悲劇Ⅲ エウリピデス（上）』 ちくま文庫、1986年
- 『ギリシア悲劇全集6 エウリーピデースⅡ』 西村太良訳、岩波書店、1991年
- エウリピデス『悲劇全集 2』 丹下和彦訳、京都大学学術出版会〈西洋古典叢書〉、2013年
- 『希臘悲壯劇 エウリーピデース 上』 田中秀央・内山敬二郎訳、世界文學社、1949年
- 『ギリシャ悲劇全集Ⅲ エウリーピデース編Ⅰ』 内山敬二郎訳、鼎出版会、1979年。改訳
- 『ギリシア悲劇全集 第3巻 エウリピデス篇Ⅰ』 松本克己訳、人文書院、1960年